# Evgenia Rudneva
Evgenia Maximovna Rudneva (em russo:  Евгения Максимовна Руднева), também conhecida como o Jenia Rudneva  (Женя Руднева) (Berdiansk, de 24 de dezembro de 1920 – 9 de abril de 1944, perto de Kerch) foi uma aviadora militar soviética que desempenhou funções como navegadora, condecorada com o título de Heroína da União Soviética.

## Prémios e distinções
- Título de Heroína da União Soviética (26 de outubro de 1944, postumamente)[1]
- Ordem de Lenin
- Ordem do Estandarte Vermelho[2]
- Ordem da Estrela Vermelha[3]
- Ordem da Guerra Patriótica de 1ª Classe[4]

Monumentos em honra dela foram construídos em Moscovo, Kerch e Saltykovka (no Oblast de Moscovo). O Asteróide 1907 Rudneva, uma escola em Kerch, ruas em Berdyansk, Kerch, Moscovo e Saltykovka foram nomeadas em sua homenagem.